# نام خواست
بنابر شاهنامه فردوسی  نام‌خواست، پسر هزاران، سردار تورانی در زمان گشتاسب است. در یادگار زریران از نام‌خواست نام برده شده است: «نبیند کس مر آن نام‌خواست هزاران را که آید و رزم توزد و گناه کند و بکشد آن «پت خسرو» اردهٔ مزدیسنان (دلیر مزدیسنان) را». در کتاب یادگار زریران آمده است کهویدرفش جادو و نام‌خواست هزاران را با دو بیور سپاه گزیده به پیغامبری به ایرانشهر فرستاد. چون رسیدند جاماسب سالار پیشینیان، زود اندر شد و به گشتاسب شاه ایران گفت: از ارجاسب خدای خیون‌ها دو فرستاده آمده که در همه شهر خیون‌ها از ایشان هژیرتر نیست یکی ویدرفش جادو و دیگری نام‌خواست هزاران که دو بیور سپاه گزیده با خود دارند و نامه به دست دارند و می‌گویند که: ما را اندر به پیش گشتاسب شاه هلید.
در شاهنامه فردوسی نام‌خواست فرستاده ارجاسب به گشتاسب است که، از جانب ارجاسب به همراه بیدرفش مأمور فرستادن نامه به گشتاسب شهریار ایران هستند. این نامه بعد از ظهور زرتشت به پیامبری و قبول دین وی از سوی ارجاسب به گشتاسب نوشته می‌شود و در آن از گشتاسب می‌خواهد که از زرتشت روی برگرداند. پس از نوشتن نامه ارجاسب به نام‌خواست و بیدرفش توصیه می‌کند که با هم باشید. همچنان که از اشعار زیر برمی‌آید، شاهنامه فردوسی از نام‌خواست به‌عنوان جادوگر و خیره‌سر و کسی که همواره دلی تباه دارد، یاد می‌کند.
| یکی نام او بیدرفش بزرگ    |  | گوی پیر و جادو ستنبه سترگ   |
| دگر جادوی نام او نام‌خواست |  | که هرگز دلش جز تباهی نخواست |
| یکی نامه بنوشت خوب و هژیر |  | سوی نامور خسرو دین پذیر     |

...
| چو از پیش او کینه‌ور بیدرفش   |  | سوی بلخ بامی کشیدش درفش      |
| ابا یار خود خیره سر نام‌خواست |  | که او بفگند آن نکو راه راست  |
| چو از شهر توران به بلخ آمدند |  | به درگاه او بر پیاده شدند    |
| پیاده برفتند تا پیش اوی      |  | براین آستانه نهادند روی      |
| چو رویش بدیدند بر گاه بر     |  | چو خورشید و تیر از بر ماه بر |
| نیایش نمودند چون بندگان      |  | به پیش گزین شاه فرخندگان     |
| بدادندش آن نامهٔ خسروی        |  | نوشته درو بر خط یبغوی        |

در جنگ بین ایران و توران در زمان گشتاسب و ارجاسب، ارجاسب به نام‌خواست فرماندهی قلب لشکریان را می‌دهد:
| پس ارجاسپ شاه دلیران چین  |  | بیاراست لشکرش را همچنین       |
| جدا کرد از خلخی سی هزار   |  | جهان آزموده نبرده سوار        |
| فرستادشان سوی آن بیدرفش   |  | که کوس مهین داشت و رنگین درفش |
| بدو داد یک دست زان لشکرش  |  | که شیر ژیان نامدی همبرش       |
| دگر دست را داد بر گرگسار  |  | بدادش سوار گزین صدهزار        |
| میان‌گاه لشکرش را همچنین   |  | سپاهی بیاراست خوب و گزین      |
| بدادش بدان جادوی خویش کام |  | کجا نام‌خواست و هزارانش نام    |

زمانی که گرامی فرزند جاماسب در میدان کارزار (جنگ بین ارجاسب و گشتاسب) مبارز می‌طلبد، نام خواست به جنگ گرامی می‌رود، اما توان مقابله با گرامی را ندارد و از نبرد می‌گریزند:
| کدامست گفت از شما شیردل      |  | که آید سوی نیزهٔ جان گسل         |
| کجا باشد آن جادوی خویش کام   |  | کجا خواست نام و هزارانش نام     |
| برفت آن زمان پیش او نام‌خواست |  | تو گفتی که همچو ستونست راست     |
| بگشتند هر دو سوار هژیر       |  | به گرز و به نیزه به شمشیر و تیر |
| گرامی گوی بود با زور شیر     |  | نتابید با او سوار دلیر          |
| گرفت از گرامی نبرده دریغ     |  | گرامی کفش بود برنده تیغ         |